# Paul Bayes

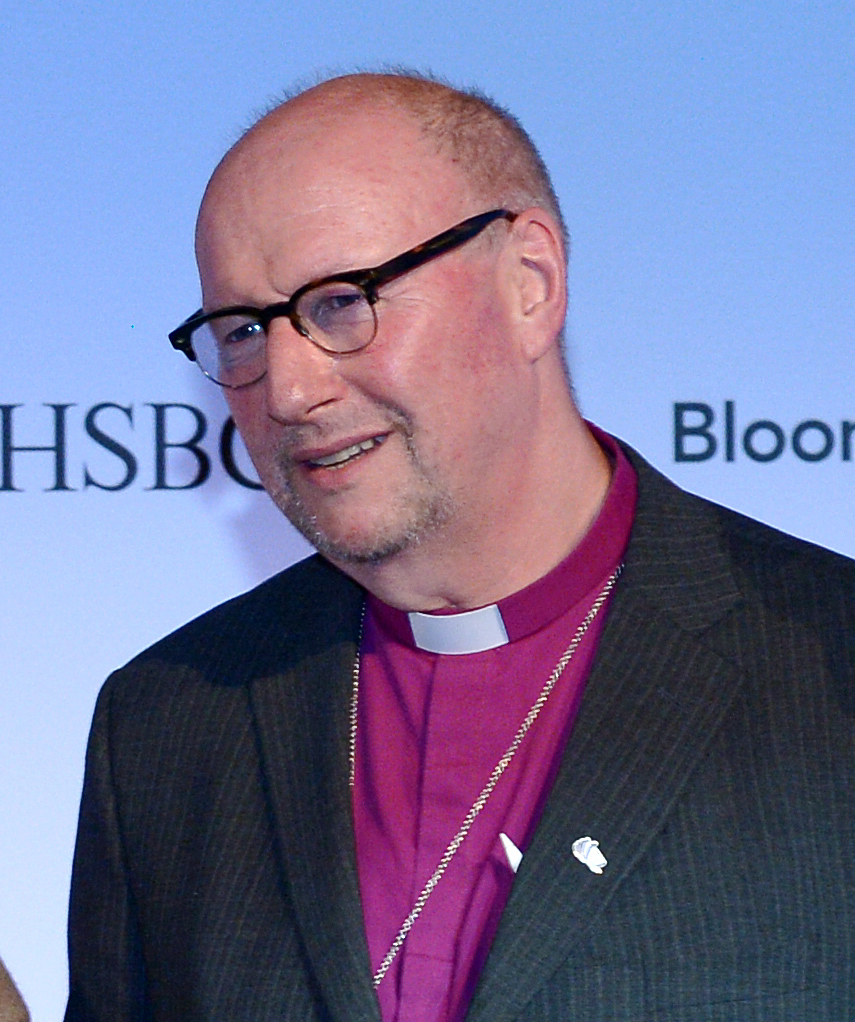
Paul Bayes

Paul Bayes (* 2. November 1953 in Bradford, Yorkshire) ist ein britischer anglikanischer Theologe. Er war von 2014 bis 2022 Bischof von Liverpool in der Church of England.

## Leben
Bayes studierte Theaterwissenschaft (Drama) an der University of Birmingham. Dort schloss er 1975 mit einem Bachelor-Degree ab. Zur Vorbereitung auf das Priesteramt besuchte er das Queen’s College in Edgbaston, Birmingham.
1979 wurde er zum Diakon geweiht; 1980 folgte seine Priesterweihe.  Seine Priesterlaufbahn begann er von 1979 bis 1982 als Vikar (Curate) an der St Paul's Church, Cullercoats (offiz. Titel) in Whitley Bay, North Tyneside in der Diözese von Newcastle. Von 1982 bis 1987 war er als Universitätskaplan (University Chaplain) in der West-London-Chaplaincy in der Diözese von London tätig, zunächst am Queen Elizabeth College (1982–1987), dann am Chelsea College of Art and Design (1985–1987).
Von 1987 bis 1990 war er anschließend Pfarrer (Team Vicar) in High Wycombe in der  Diözese Oxford, später dann von 1990 bis 1994 als sog. „Team Rector“. Von 1995 bis 2004 war er Pfarrer von Totton in der Diözese Winchester, ebenfalls als sog. „Team Rector“. In dieser Zeit war er von 2000 bis 2004 gleichzeitig Dekan (Area Dean) von Lyndhurst. Von 2004 bis 2010 gehörte er bis zur Erhebung in den Bischofsstand als „National Mission and Evangelism Adviser“ zum Mitarbeiterstab des Archbishops’ Council. Im Rahmen seiner Tätigkeit bereiste er große Teile Großbritanniens, um die christliche Heilsbotschaft zu verkündigen. Bayes spielte außerdem eine wichtige Rolle im Rahmen des sog. Church of England’s Weddings Project, welches kirchliche Trauungen fördern will. 2007 wurde er Ehrenkanoniker (Honorary Canon; Domherr) der Worcester Cathedral; dieses Amt hatte er ebenfalls bis zu seiner Bischofsweihe inne.
Im Juli 2010 wurde seine Ernennung zum „Bischof von Hertford“ als Suffraganbischof in der Diözese St Albans in der Church of England bekanntgegeben. Er wurde in dieser Funktion Nachfolger von Christopher Foster, der, in der Nachfolge von Kenneth Stevenson, zum Bischof von Portsmouth ernannt worden war. Am 21. September 2010 wurde er in der St Paul’s Cathedral zum Bischof geweiht. Seine feierliche Amtseinführung und Inthronisation als „Bischof von Hertford“ fand am 25. Oktober 2010 in der St Albans Cathedral statt.
Im Mai 2014 wurde seine Ernennung zum 8. Bischof von Liverpool bekanntgegeben.  Er wurde damit Nachfolger von James Stuart Jones, der im August 2013 in den Ruhestand getreten war. Am 23. Juli 2014 wurde seine Wahl im Rahmen eines Gottesdienstes im York Minster von John Sentamu, dem Erzbischof von York, formell bestätigt (Confirmation of Election). Seine feierliche Amtseinführung und Inthronisation als Bischof von Liverpool fand am 15. November 2014 in der Liverpool Cathedral statt.
Zum 15. November 2021 wurde er Mitglied des House of Lords. Zum 1. März 2022 trat er in den Ruhestand.

## Familie und Privates
Paul Bayes ist seit 1976 mit Katharine Soley verheiratet. Seine Frau Kate ist Schauspiellehrerin und Laienpredigerin. Aus der Ehe gingen drei gemeinsame, mittlerweile erwachsene, Kinder hervor, zwei Töchter und ein Sohn.
Zu seinen Hobbys gehören Spazierengehen, Lesen, Lachen und das Führen von Gesprächen. Bayes ist ein Anhänger moderner Kommunikationsmittel. Er ist Besitzer eines IPads und betreibt einen Twitter-Account @paulbayes. Ziel seiner kirchlichen Arbeit ist es, den christlichen Glauben und die Populärkultur miteinander zu verbinden.